# 영남초등학교 (경북)
영남초등학교는 대한민국 경상북도 안동시에 있는 초등학교다.

## 학교 연혁
- 1981.11.25 영남국민학교로 설립 인가
- 1982.10.25 개교 (21학급 편성)
- 1984.03.01 도 지정 상설특활 시범학교 운영
- 1985.08.21 병설유치원 인가
- 1996.03.01 영남초등학교로 명칭 변경
- 1998.03.01 교육부 지정 인성교육 시범학교 운영
- 2002.03.01 도 지정 전통문화 시범학교 운영
- 2004.02.06 교육활동 실적 우수교 교육장 표창
- 2008.01.25 학교 경영 실적 우수교 교육장 표창
- 2008.02.19 제25회 졸업 132명(총 4218명)
- 2008.02.19 24학급(특수 1학급 포함), 유치원 2학급 편성
- 2009.01.29 학교경영실적우수교 교육장 표창
- 2009.02.17 제26회 졸업 139명(총 4,357명)
- 2009.07.02 영어리더학교 전국 최우수교 선정
- 2010.02.11 제27회 졸업 148명(총 4505명)
- 2010.03.01 22학급(특수 1학급 포함), 유치원 2학급 편성
- 2011.02.18 제28회 졸업 104명(총 4609명)
- 2011.03.01 23학급(특수 1학급), 유치원 2학급 편성
- 2011.03.01 제14대 김홍원 교장 부임
- 2012.02.18 제29회 졸업 103명 (총 4,702명)
- 2012.03.01 21학급 (특수 1학급), 유치원 2학급 편성
- 2012.09.01 제15대 정수원 교장 부임
- 2013.02.19 제30회 졸업 105명 (총 4,807명)
- 2013.03.01 20학급 (특수 1학급), 유치원 2학급 편성
- 2014.02.17 제31회 졸업 100명 (총 4,907명)
- 2014.03.01 17학급 (특수 1학급), 유치원 2학급 편성
- 2014.03.01 제16대 윤철한 교장 부임